# プティア

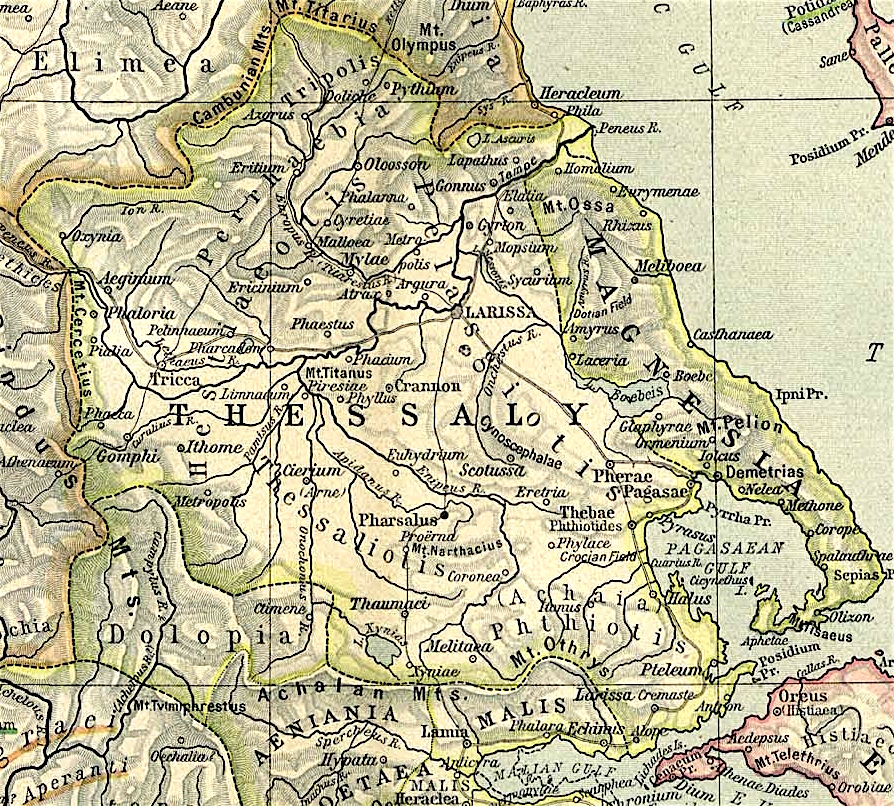
古代テッサリアの地図

プティーア（Φθία / Phthía） あるいは プティエー（Φθίη / Phthíē） は、古代ギリシャのテッサリアの最南部。プティオーティス（Φθιῶτις / Phthiôtis）とも呼ばれる。
マリア湾とパガサイ湾とにはさまれ、オトリュス山の麓に位置する。
ミュルミドーン人の故地とされ、『イーリアス』の主人公でトロイア戦争の英雄アキレウスの故郷でもある。

## 神話
ギリシア神話では、アイアコス（ゼウスとアイギーナの子）によって建設された。アイアコスの子がプティア王ペーレウスであり、ペーレウスとテティスの子がアキレウスである。ミュルミドーン人はアイアコスの祈りによって生まれた氏族とされ、アキレウスに率いられてトロイア戦争で活躍した。
別の神話では、デウカリオーン（プロメーテウスとプロノイエの子）がプティア王であったと記述がある。